# Elymus cognatus
Elymus cognatus är en gräsart som först beskrevs av Eduard Hackel, och fick sitt nu gällande namn av Thomas Arthur Cope. Elymus cognatus ingår i släktet elmar, och familjen gräs. Inga underarter finns listade i Catalogue of Life.